# Zvonko Plepelić

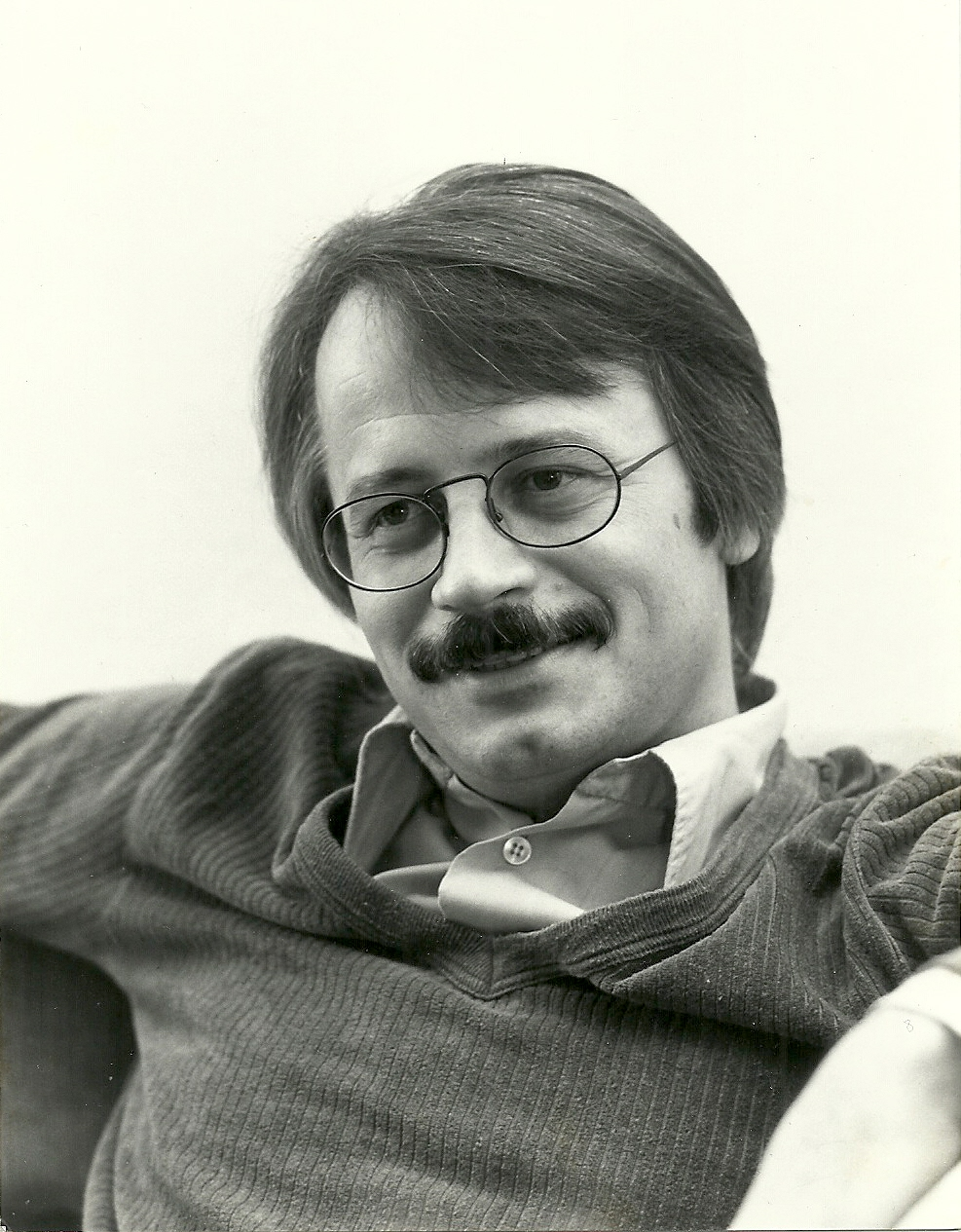
Zvonko Plepelić (1980)

Zvonko Stjepan Plepelić (* 30. November 1945 in Pleso, einem Vorort von Zagreb im damaligen Jugoslawien; † 10. Januar 2018 in Berlin) war ein deutscher Schriftsteller und Bibliothekar kroatischer Herkunft.

## Leben und Werk
Plepelić verbrachte seine Kindheit in Pleso. Seit seinem zwölften Lebensjahr lebte er in Deutschland. Nach dem Studium der Slawistik und Balkanologie an der Freien Universität Berlin, das er mit einer Promotion abschloss, arbeitete Plepelić über Jahrzehnte als Fachreferent für Südosteuropa in der Osteuropa-Abteilung der Staatsbibliothek zu Berlin. Hier initiierte er im Jahr 2002 die Ausstellung Drei Schriften – Drei Sprachen. Kroatische Schriftdenkmäler und Drucke durch Jahrhunderte. Zuletzt lebte er in Berlin-Halensee.
Plepelić verfasste mit „Jedem das Seine oder auch nicht“ und „Du kommen um sieben“ zwei Gedichtbände, die in den Jahren 1978 und 1980 erschienen. 1981 wurde auf Kroatisch der Gedichtband Niti ovdje – niti tamo („Weder hier noch dort“) veröffentlicht. 1992 erschien Marthas Kimono – Kurze Geschichten. Im Jahr 1997 erlebte sein Theaterstück „Ein Tisch muss her!“ in Berlin seine Uraufführung. 2016 erschien der Gedichtband „Fakt ist – Gedichte zum Schunkeln“. Daneben war Plepelić auch als Übersetzer tätig und übertrug unter anderem Gedichte von Neda Miranda Blažević, Vladimir Vidrić, Ante Stamać und Stevan Tontić ins Deutsche.

## Lyrik

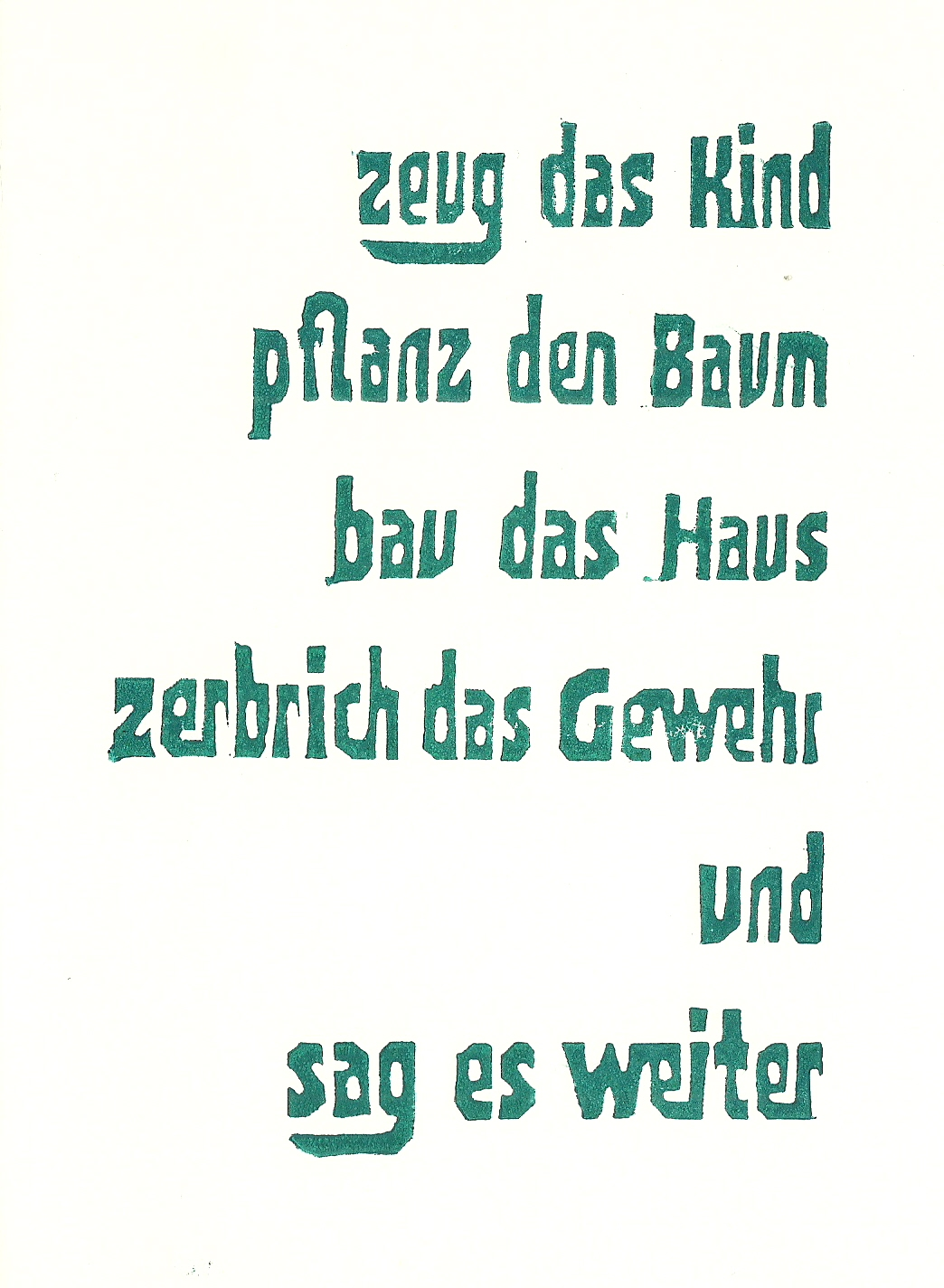
Plepelićs Gedicht „Sag es weiter“

Der evangelische Theologe und Bürgerrechtler Friedrich Schorlemmer führte bei seiner Dankesrede für den Friedenspreis des Deutschen Buchhandels 1993 Plepelićs Gedicht „Sag es weiter“ als Beispiel für eine „Poesie des Friedens“ an. Der serbische Schriftsteller Bora Ćosić schrieb über den Gedichtband „Fakt ist – Gedichte zum Schunkeln“:
„Sein Buch hat alle Vorzüge der modernen Dichtung, in der alltägliche und profane Einzelheiten für die eigene Prosodie genutzt werden, wie schon bei Eliot. Plepelić ist ein urbaner Dichter. Seine Themen greifen das städtische Leben auf, dann gehen sie zu familiären und persönlichen Dingen über. Aber sein Interesse reicht auch weiter. Ein Zyklus ist den leicht satirischen Beschreibungen von Geschehnissen im All gewidmet. Daneben gibt es eine Anzahl an interessanten Lebensläufen verschiedener Persönlichkeiten, die von Donald Duck bis zu Josip Broz Tito reichen. Besonders einnehmend ist sein Humor, eine Geisteshaltung, die auch bei anderen kroatischen Dichtern wie Matoš, Krleža, Slamnig, Šoljan und Dragojević gegenwärtig ist.“

## Theater
Im November 1997 wurde Plepelićs Stück „Ein Tisch muß her!“ im Berliner Theater „Windspiel“ uraufgeführt. Das Stück handelt von den fatalen Folgen eines neu erworbenen Möbelstücks. Die Groteske in einer Pilotszene und zwei Folgen beginnt einfach, wird aber im Verlaufe des Stückes kompliziert. Die Berliner Zeitung vom 26. März 1999 berichtete über den Inhalt und über die Protagonisten des Stückes:
„Gabi und Holger Löddel wären glücklich verheiratet, gäbe es da nicht den Tisch, der ihr zu altmodisch ist. Er hingegen liebt ihn wegen der kleinen Kurbel an der Seite, mit der man die Höhe verstellen kann: Vom Couchtisch zum Eßtisch und zurück. Die Suche nach einem Ersatz führt die beiden Schrullen in die Hände eines dubiosen Kauzes namens Bonzo, der sie nach Belieben motiviert, domestiziert, manipuliert und schließlich sitzen läßt. Jens Winter als der vielseitige Animateur hält das bizarre Konversationsstück in beschwingter Rotation. Die schönsten Lacher werden im Kampf um die ideale Kaffeetassen-Traufhöhe, auf die der Tisch gebracht werden soll, erzielt. Dabei balancieren Katrin Trostmann und Maciej Marek Lysakowski, die pingeligen Eheleute, ihre Kuchenteller vorsichtshalber sowieso längst auf den Knien. Nicht mehr so nett erscheinen die beiden, wenn sie eilfertig Bonzos Führer-Allüren folgen, als wollten sie mit ihm gleich heim ins Reich. Plepelić beschreibt das alles komischer als es ist, und Eterović inszeniert es entlarvend noch komischer. Die Personen suchen die richtige Höhe.“

## Schriften
- Die serbokroatischen Diminutiva auf -ca, -ce und -ac (Dissertation), Freie Universität Berlin 1974.
- Jedem das Seine oder auch nicht. Berlin 1978, Edition Neue Wege, ISBN 3-88348-018-5.
- Du kommen um sieben. Berlin 1980, Oberbaumverlag, ISBN 3-87628-175-X. Die deutsche Ausgabe ist mit einem Nachwort und zwei Grafiken von Christoph Meckel versehen.
- Niti ovdje – niti tamo. Kroatische Gedichte, Zagreb 1981, Znanje Zagreb.
- Warum ich an der deutschen Sprache Gefallen gefunden habe. In: Eine nicht nur deutsche Literatur: Zur Standortbestimmung der „Ausländerliteratur“. Herausgegeben von Irmgard Ackermann und Harald Weinrich, München 1986, Piper Verlag, S. 47–50, ISBN 3-492-00889-5.
- Marthas Kimono – Kurze Geschichten. Worms 1992, World of Books, ISBN 3-88325-478-9.
- Ein Tisch muss her! – Trebamo stol! Zweisprachig deutsch-kroatisch (Übersetzer: Srećko Lipovčan), Zagreb 1997, Erasmus Verlag, ISBN 953-6132-41-9.
- Vor meiner Tür – Illustrierte Gedichte. Berlin 2016, worttransport.de Verlag, ISBN 978-3-944324-35-7.
- Füreinander – Illustrierte Gedichte. Berlin 2016, worttransport.de Verlag, ISBN 978-3-944324-36-4.
- Fakt ist – Gedichte zum Schunkeln. Berlin 2016, worttransport.de Verlag, ISBN 978-3-944324-42-5.